# Тетерево-2
Тетерево-2 — деревня в Печорском районе Псковской области России. Входит в состав сельского поселения «Лавровская волость».
Расположена в 1 км от границы с Эстонией, в 1 км к северо-востоку от берега пограничного Бобровского озера, в 7 км к северо-западу от волостного центра, деревни Лавры, и в 34 км к юго-западу от райцентра, города Печоры.

## Население
Численность населения деревни по оценке на конец 2000 года составляла 2 жителя.
| 2001 | 2002 | 2010 |
| ---- | ---- | ---- |
| 2    | →2   | ↘1   |